# 554 Peraga
Az 554 Peraga egy a Naprendszer kisbolygói közül, amit Paul Götz fedezett fel 1905. január 8-án.